# Schistophleps lofaushanensis
Schistophleps lofaushanensis är en fjärilsart som beskrevs av Daniel 1951. Schistophleps lofaushanensis ingår i släktet Schistophleps och familjen björnspinnare. Inga underarter finns listade.